# Agricultura biointensiva

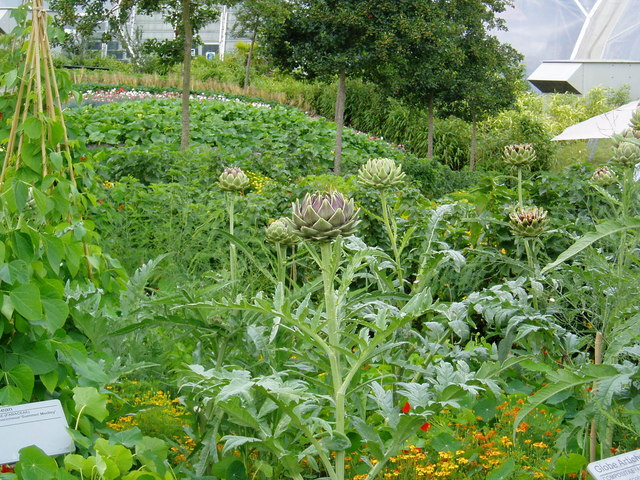
Alcachofras.

Agricultura biointensiva, ou cultivo biointensivo, é um método de horticultura ecológica de pequena escala de produção de alimentos, que tem por finalidade o alto rendimento por unidade de área, a preservação da agrobiodiversidade, melhorar a fertilidade do solo e, a longo prazo, criar um sistema fechado e sustentável de produção de alimentos. O método de cultivo biointensivo é praticado em 141 países[carece de fontes?].
O cultivo biointensivo foi desenvolvido pelo inglês Alan Chadwick entre as décadas de 20 e 30, foi aprimorado e é disseminado pelo norte americano John Jeavons através da ONG Ecology Action[carece de fontes?].

## História
Entre os anos 1920 e 1930 o inglês Alan Chadwick - que era horticultor e ator, foi aluno de Rudolf Steiner e de agricultores franceses -  combinou as técnicas da agricultura biodinâmica e da jardinagem intensiva francesa criando o método intensivo biodinâmico/francês de cultivo de alimentos. Os Estados Unidos foi o primeiro lugar onde o método desenvolvido por Alan Chadwick foi exposto, quando ele levou seu método em meados de 1960 a um campo experimental de agricultura orgânica da Universidade de Santa Cruz, localizada no estado da Califórnia, a área se situava ao lado de uma encosta, com o solo empobrecido e argiloso. Com a utilização de composto, Alan Chadwick e seus alunos, tornaram o solo dessa área fértil recuperando a biodiversidade.
Em 1971, Stephen Kafka que era um aprendiz sênior do campo experimental onde foi aplicado o método de Alan Chadwick, foi convidado pela prefeitura da cidade de Palo Alto, no estado Califórnia, para dar uma palestra de 4 horas sobre o método intensivo biodinâmico/frânces, e dentre os participantes da palestra estavam presentes membros da ONG Ecology Action. 
Em 1972 a ONG ''Ecology Action'' iniciou pesquisas, sistematizou as informações sobre o método em um livro chamado How to Grow More Vegetables, e realizou oficinas abertas ao público sobre o método de Alan Chadwick através de um projeto chamado Common Ground em uma área de 9.000m² cedida por uma empresa local na cidade de Palo Alto. 
Em 1980 a ONG Ecology Action perdeu a concessão do terreno em Palo Alto, e uma nova área para prática do método foi inaugurada em Willits, na Califórnia, no qual era uma área maior que possibilitou ampliar as variedades cultivadas, o cultivo de plantas perenes e árvores frutíferas, a partir desse momento as pesquisas sobre a produtividade do método somaram-se as pesquisas sobre questões dietéticas e nutricionais, compostagem e redução da utilização de insumos externos.
E em 1999 a ONG Ecology Action cunhou o termo cultivo biointensivo afim de estabelecer um modelo de agricultura sustentável de pequena escala em um sistema fechado.
Em 2010, a UNCCD (Convenção das Nações Unidas de Combate à Desertificação) publicou um artigo detalhando os benefícios da agricultura biointensiva.

## Método de cultivo biointensivo

### Os 8 princípios do cultivo biointensivo
O cultivo biointensivo possui oito princípios que configuram a sua prática:
1) Preparação profunda do solo: estrutura o solo; 
2) Uso de composto: contribui com a fertilidade do solo e com nutrientes;
3) Pequeno espaçamento entre as plantas: proporciona o uso ótimo da área de cultivo formando um microclima, protegendo o solo e retendo umidade;
4) Utilização de plantas companheiras e rotação de culturas: contribui para relações benéficas e sinergéticas entre as plantas;
5) Cultivo eficiente de carbono: produz parte da biomassa necessária para a compostagem e grãos ricos em calorias (ex.: milho, feijão, trigo) utilizando 60% da área de cultivo;
6) Cultivo eficiente de calorias: produz quantidades consideráveis de calorias (ex.: batata, batata doce, alho) por unidade de área utilizando 30% da área de cultivo;
7) Uso de sementes de polinização aberta ou sementes crioulas: preserva a diversidade genética e colabora com a soberania alimentar do agricultor;
8) Abordagem integral dos princípios do sistema de cultivo biointensivo: possibilita o agricultor alcançar um sistema fechado de produção sustentável de alimentos.

### Benefícios do cultivo biointensivo
A combinação dos 8 princípios torna possível uma redução considerável do consumo de recursos quando comparado as práticas da agricultura convencional. Os benefícios dessa prática são os seguintes:
- Redução de 67% a 88% no consumo de água por quilo de alimento produzido;

- Redução de 50% ou mais de fertilizantes orgânicos;

- Redução de 94% a 99% de energia;

- Aumento de 100% na fertilidade do solo;

- Aumento de 200% a 400% na produção de calorias por unidade de área;

- Aumento de 100% ou mais na produtividade por unidade de área

Com a prática do cultivo biointensivo em um nível intermediário, é possível produzir alimentos para uma dieta vegan para uma pessoa por um ano em uma área de cultivo de 400m², assim como parte da biomassa necessária para o mesmo. Enquanto que uma dieta onívora com alto consumo de carne e derivados de origem animal, seria necessária uma área de cultivo de até 6.300m² para uma pessoa, utilizando práticas agrícolas convencionais com alto consumo de combustíveis fósseis e insumos externos.

## Publicações relacionadas
- Manual em português com orientações para iniciantes em cultivo biointensivo: Um pequeno manual para pequenos agricultores: CULTIVO BIOINTENSIVO - Agricultura familiar sustentável
- Livro em espanhol do método de cultivo biointensivo para 16 tipos de cultivares: El Huerto Sustentable - Cómo obtener suelos saludables, productos sanos y abundantes